# Västerklobben (Saltvik, Åland)
Västerklobben är ett skär i Åland (Finland). Det ligger i Skärgårdshavet och i kommunen Saltvik i landskapet Åland, i den sydvästra delen av landet. Ön ligger omkring 47 kilometer norr om Mariehamn och omkring 260 kilometer väster om Helsingfors.
Öns area är 3,5 hektar och dess största längd är 420 meter i sydväst-nordöstlig riktning. Trakten är glest befolkad. Det finns inga samhällen i närheten.

## Klimat
Klimatet i området är tempererat. Årsmedeltemperaturen i trakten är 6 °C. Den varmaste månaden är augusti, då medeltemperaturen är 16 °C, och den kallaste är mars, med 1 °C.